# San Lorenzo a Merse
San Lorenzo a Merse è una frazione del comune italiano di Monticiano, nella provincia di Siena, in Toscana.

## Storia
Il borgo era anticamente conosciuto come San Lorenzo a Foiano, dal nome del lago sottostante oggi prosciugato, ed era sotto la giurisdizione dei conti Ardengheschi di Civitella Marittima. Il paese è menzionato per la prima volta in un documento datato 1108, dove si attesta la presenza di una pieve dedicata al santo. Nel 1202 passa sotto il controllo di Siena e divenne proprietà dei mercanti e banchieri Marescotti fino al 1369, quando venne loro tolto per gli eccessivi soprusi ai danni delle popolazioni locali. Il borgo seguì poi le sorti del comune di Siena e del Granducato di Toscana.

## Monumenti e luoghi d'interesse

### Architetture religiose
- Pieve di San Lorenzo, antica pieve ricordata dal 1108. L'aspetto attuale è dovuto ad alcuni rifacimenti durante i primi anni del XX secolo.[2]

- Chiesa della Compagnia della Misericordia, attigua alla pieve, risale al XVI secolo.[3]

- Cappella della Santissima Vergine dei Dolori, risalente al 1717 su iniziativa di Pellegrino Marchi, fu costruita in località La Selva e venne distrutta nel 1774. Oggi ne sono visibili i resti.

- Cappella di Santa Maria della Neve, antica chiesetta conosciuta anche come Madonna della Piaggia, è situata presso il cimitero del paese ed oggi sconsacrata.

### Architetture militari
- Castello di San Lorenzo, antico castello smantellato nel 1369 ed oggi trasformato, era proprietà della famiglia Marescotti e il loro stemma, un'aquila bianca ad ali spiegate, è ancora visibile sulla facciata.